# Herbert Streich
Herbert Streich (* 15. Juli 1928 in Obersdorf) ist ein früherer deutscher Parlamentsabgeordneter, der der Fraktion der Freien Deutschen Jugend (FDJ) in der Volkskammer der DDR angehörte.

## Leben
Streich stammte aus der preußischen Provinz Sachsen und war der Sohn eines Arbeiters. Nach dem Besuch der Volks- und der Oberschule nahm er 1949 eine Lehre zum Friseur auf. 1949 folgte er dem Aufruf der SED und ging in die Produktion der Grundstoffindustrie. Er arbeitete als Hüttenarbeiter in der Helbraer August-Bebel-Hütte des Mansfelder Hüttenkombinats „Wilhelm Pieck“ und war ab 1950 als Facher in der Herstellung des Mansfelder Kupferschlackensteines tätig.

## Politik
Streich wurde 1950 Mitglied der FDJ und trat 1953 der SED bei. Unmittelbar darauf wurde er in die Kreisleitung der FDJ und gleichfalls in die Leitung der Betriebsparteiorganisation der SED gewählt.
Für die FDJ kandidierte Streich 1954 zu den zweiten Volkskammerwahlen und vertrat anschließend die FDJ bis 1958 als Abgeordneter in der Volkskammer.

## Auszeichnungen
- 1953 und 1954: Medaille für hervorragende Leistungen
- 1954: Aktivist der sozialistischen Arbeit
- Partisan des Friedens
- 1954: Held der Arbeit[2]